# Liste von Denkmälern in Heilbronn
Die Liste der Denkmäler in Heilbronn vermittelt eine Übersicht über die Denkmäler und Mahnmale in Heilbronn. Die Liste erhebt keinen Anspruch auf Vollständigkeit und zählt lediglich die Denkmäler und Ehrenmale in der Kernstadt auf. Denkmäler in den eingemeindeten Stadtteilen sind in den Stadtteilartikeln abgehandelt.
Für weitere Kunst- und Kulturdenkmäler der Stadt siehe auch Liste Heilbronner Bauwerke, Liste der Brunnen in Heilbronn und Skulpturen in Heilbronn.

## Liste der Denkmäler und Mahnmale
| Bezeichnung                                                                | Baujahr     | Beschreibung | Bild |
| -------------------------------------------------------------------------- | ----------- | --- | ---- |
| Gedenkstein für das Maria-Theresia-Ordensfest von 1815                     | 1861 / 1953 | Der einst auf der Theresienwiese befindliche, aber seit dem Bau des Neckarkanals südlich der Karlsruher Straße an der Ecke Karlsruher/Theresienstraße aufgestellte Stein erinnert an das 1815 gefeierte Maria-Theresia-Ordensfest, das der Theresienwiese ihren Namen gab. Der Original-Gedenkstein von 1861 wurde im Zweiten Weltkrieg beschädigt und 1953, als die Umgebung beim Weiterbau des Neckarkanals umgestaltet wurde, durch eine Kopie ersetzt. |      |
| Krieger-Denkmal für 1870/71                                                | 1873        | Das 1873 im Alten Friedhof errichtete Denkmal ist das älteste Kriegerdenkmal in Heilbronn und soll an 16 Landser erinnern, die während des Deutsch-Französischen Krieges 1870/71 in Heilbronner Lazaretten verstorben sind. Das Denkmal wurde von Robert von Reinhardt im Stil eines Sarkophags gestaltet. Der Sarkophag trägt Plaketten mit den Namen von Kriegsschauplätzen, umgeben von Bekränzung und gekreuzten Schwertern. Die Namen der 16 Verstorbenen sind auf Steinplatten in Bodenhöhe eingraviert. Die Gräber der Verstorbenen befanden sich einst um das Denkmal herum. |      |
| Robert-Mayer-Denkmal                                                       | 1892        | Das Kunstwerk stammt von Wilhelm von Rümann. Das Denkmal zeigt auf einem Sockel die sitzende und überlebensgroße Bronzefigur Robert Mayers. Flankiert wird der Wissenschaftler von zwei Brunnen mit den Figuren eines Knaben mit einem Gewicht (Kilo) und einem kleinen Mädchen mit einer Fackel (calorie), eine Anspielung auf die Kilokalorie. Das Denkmal wurde 1892 auf dem Marktplatz enthüllt, 1939 auf die südliche Allee verlagert und befand sich ab 1959 im Stadtgarten. Im Zuge der Umgestaltung der Harmonie und des Baus der Stadtbahn-Trasse ab dem Jahr 2000 wurde das Denkmal wieder auf den Marktplatz gestellt. |      |
| Kaiser-Wilhelm-Denkmal                                                     | 1893        | Die Idee zur Errichtung eines Denkmals für Kaiser Wilhelm I. in Heilbronn kam unmittelbar nach dessen Tod im März 1888 auf. Nachdem man zunächst Entwürfe von Otto Rieth favorisierte, die Wilhelm als Soldatenkaiser glorifiziert hätten, nahm sich 1889 der Dichter und Demokrat Ludwig Pfau, der Sache an, nach dessen Ideen das Denkmal schließlich von dem Münchner Bildhauer Wilhelm von Rümann und den Architekten Ludwig Eisenlohr und Carl Weigle in Bronze, Granit und Marmor ausgeführt wurde. Das Denkmal ist 5,90 m hoch 2,90 m breit und 3,70 m tief und weist ein komplexes Figurenprogramm auf, dessen Hauptaussage der inneren Einigung Deutschlands gilt. Eine sitzende Frau, die mit ihren Händen zwei Knaben zusammenzubringen versucht, steht für die allegorische Figur Germania, die Kinder für Nord- und Süddeutschland. Auffällig ist die in sich gekehrte Haltung der Germania, wie sie zu jener Zeit nur sehr selten dargestellt wurde. Über der Sitzenden wird Wilhelm I. in einem Porträtmedaillon abgebildet. Das Denkmal wird von der geflügelten Siegesgöttin Viktoria gekrönt, die die deutsche Kaiserkrone in Händen trägt. Schrifttafeln benennen außerdem die wichtigsten Ereignisse des Deutsch-Französischen Krieges von 1870/71. Das Denkmal wurde am 2. September 1893 vor der Festhalle Harmonie an der Heilbronner Allee enthüllt. Seit 1959 steht es im Alten Friedhof an der Stelle des 1944 zerstörten alten Leichenhauses, das ab 1916 das Robert-Mayer- und ab 1935 das Alfred-Schliz-Museum beherbergt hatte. |      |
| Bismarck-Denkmal                                                           | 1903        | Kurz nach dem Tode Bismarcks am 30. Juli 1898 bildete sich in Heilbronn ein Komitee zur Errichtung eines Bismarck-Denkmals unter Vorsitz des damaligen Oberbürgermeisters Paul Hegelmaier. Die bronzene Figur ist 4,20 m hoch und wurde von Bildhauer Emil Kiemlen 1903 gestaltet und in der Gießerei Paul Stotz in Stuttgart gefertigt. Den Sockel entwarf der Berliner Architekt Prof. Otto Rieth. Das Denkmal wurde am 30. Juli 1903 in der 1871/72 angelegten Neckarlust-Anlage bei der Neckarbrücke (heute: Kurt-Schumacher-Platz) feierlich enthüllt. Um das eigentliche Denkmal befand sich dort ein um einige Treppenstufen erhöhter Ehrenhof, dessen Eckpfosten die Reliefs einer gekrönten und einer geflügelten Germania zeigten. Später wurde der Ehrenhof entfernt, nach 1987 kam das Denkmal in den Bismarckpark. |      |
| Regiments-Denkmäler für 1914–1918                                          | ?           | Für die Toten der in Heilbronn stationierten Infanterie- und Füsilier-Regimenter wurden nach dem Ersten Weltkrieg Denkmäler im Kaiser-Wilhelm-Park (heute: Friedenspark) errichtet: - Hirsch-Plastik: mit der Inschrift Hie gut Württemberg alleweg – Den Gefallenen des Füsilier-Regiments Kaiser Franz Joseph, 4. Württ. Nr. 122 - Landwehrmänner-Plastik: Diese Plastik stellt zwei Soldaten des Landwehr-Infanterie-Regiments Nr. 121 dar. |      |
| Krieger-Ehrenmal im Hafenmarktturm                                         | ?           | Der historische Hafenmarktturm wurde 1929–1936 zum Kriegerdenkmal für die Gefallenen des Ersten Weltkrieges nach Entwürfen des Architekten Paul Bonatz und der Bildhauer Erwin Scheerer, Wilhelm Schäffer und Karl Dübbers umgestaltet. Neben der Inschrift 1914–1918 / 2080 Söhne der Stadt starben für Deutschland sind insgesamt 2082 Namen im Ehrenmal aufgelistet, darunter auch die während des Dritten Reichs entfernten Namen von 27 jüdischen Soldaten. Ein Relief an der Nordwand des Turms erinnert an die Vermissten der 215. Infanterie-Division. Auf einer anderen Erinnerungstafel wird der I. Abteilung des Artillerie-Regiments 71, des Infanterie-Regimentes 34 und des Festungs-Pionierstabs 10 gedacht. |      |
| Mahnmal für die Heimatvertriebenen                                         | 1985        | Im Mai 1985 wurde rechts neben dem Ausgang des Hafenmarktturms hin zur Hafenmarktpassage ein Mahnmal für die Heimatvertriebenen des Zweiten Weltkriegs errichtet. |      |
| Trümmerräumungs-Ehrenmal                                                   | 2003        | Vor dem Hafenmarktturm befindet sich das Ehrenmal für die an der Trümmerräumung beteiligten Frauen und Männer, eine zweiteilige Bronzeskulptur von Sabina Grzimek aus dem Jahr 2003. |      |
| Denkmal für polnische Kriegsopfer                                          | 1946        | Errichtet von ehemaligen polnischen Zwangsarbeitern im DP-Lager der früheren Priesterwaldkaserne (später: Wharton Barracks) zum Gedenken ihrer im Zweiten Weltkrieg gefallenen Landsleute. Das aus Trümmermaterial errichtete Metallkreuz auf einem Backsteinsockel wurde 1998 als Kulturdenkmal eingestuft. Es ist an der Charlottenstraße von einer Grünanlage umgeben. Auf dem Hauptfriedhof befindet sich bei den Gräbern verstorbener Polen ein weiteres Ehrenmal. |      |
| Denkmale im Hauptfriedhof                                                  | ?           | Ein Stein im Hauptfriedhof hinter einer exponiert angelegten Reihe aus Grabmalen erinnert an die 13 dort begrabenen Heilbronner Lehrer und Schüler, die am Karfreitag 1954 beim Heilbronner Dachsteinunglück tödlich verunglückt sind. Über dem Massengrab von Euthanasie-Opfern in der Abteilung 31 befindet sich eine Grabplatte mit der Inschrift: Ihr Tod ist eine Verpflichtung für uns alle |      |
| Denkmale im Jüdischen Friedhof                                             | ?           | Auf dem Jüdischen Friedhof befinden sich ein Gefallenen-Denkmal für die 30 Heilbronner jüdischen Gefallenen des Ersten Weltkriegs, ein Gedenkstein von 1984 für die Opfer der Judenverfolgung von 1933 bis 1945, ein weiterer Gedenkstein von 1984 für mehrere unbekannte Personen, die im Frühjahr 1943 dort bestattet wurden, sowie ein Mahnmal von 1987 mit den Namen der 235 während des Nationalsozialismus umgekommenen Heilbronner Juden. |      |
| Synagogen-Gedenktafel                                                      | 1966        | Eine Tafel an der Allee erinnert an die Zerstörung der Heilbronner Synagoge. |      |
| Kuppel-Mahnmal                                                             | 1993        | Denkmal für die Zerstörung der Synagoge am 10. November 1938. Die Kuppel von Bettina Bürkle befindet sich nahe der Gedenktafel für die Heilbronner Synagoge an der Allee und soll die ausgebrannte Synagogenkuppel nachempfinden. Die Kuppel besteht aus COR-TEN-Stahl und ist eine Leihgabe des Deutsch-Jüdischen Freundeskreises Heilbronn. |      |
| Gedenkstein auf der Waldheide                                              | ? / 1998    | Auf der Waldheide erinnert eine Gedenktafel auf einem Findling an den Pershing-II-Raketenunfall am 11. Januar 1985, der drei Tote sowie 16 Verletzte forderte. Während des Abzugs der US-Armee ging die Tafel unter bis heute ungeklärten Umständen verloren. Daraufhin beauftragte die Stadt Heilbronn eine Rekonstruktion, die im Juni 1998 enthüllt wurde. An diesem Ort finden jährlich um den 11. Januar und den 11. September Gedenkfeiern von Veteranen der US-Streitkräfte und der amerikanischen Gemeinde in Heilbronn statt. |      |
| Winzer-Gedenkstein                                                         | 2004        | Am Wein-Panorama-Weg am Wartberg befindet sich ein Gedenkstein der Heilbronner Winzer für die Gefallenen des Zweiten Weltkriegs und die Toten des Luftangriffs auf Heilbronn am 4. Dezember 1944 unter den Familien des Heilbronner Weingärtnerstandes. Die Bronzetafel wurde im August 2018 gestohlen. |      |
| Denkmal für das Franziskanerkloster                                        | ?           | An das bis 1544 bestehende Franziskanerkloster und die 1688 von den Franzosen niedergebrannte Hafenmarktkirche erinnert ein gotisches Fenster in der Hafenmarktpassage (Gustav-Binder-Straße) am Hafenmarktturm. |      |
| Mauer des Klaraklosters                                                    | ?           | Von dem im 14. Jahrhundert gegründeten, im 19. Jahrhundert säkularisierten und abgerissenen Klarakloster ist in der Siebeneichgasse noch ein Mauerrest erhalten. Eine Tafel an der Mauer erinnert an das einstige Kloster. Eine weitere Gedenktafel erinnert an den Standort des ehemaligen Oberamtsgefängnisses, in dem zeitweilig Hitlergegner eingesperrt waren. Unter den Häftlingen befand sich der Heilbronner Metallarbeiter Gottlob Feidengruber (1901–1944), dem am 16. August 1934 die Flucht aus dem Oberamtsgefängnis gelang. Nach seiner Flucht war Feidengruber in Frankreich weiterhin im Widerstand tätig, er wurde 1944 in Paris hingerichtet. |      |
| Brückenmühlen-Gedenkstein                                                  | 1936        | Gedenkstein für die Brückenmühle die sich 1442 im Besitz der Stadt befand, 1574 umgebaut und 1835 erweitert wurde. 1936 wurde die Mühle abgerissen und an dieser Stelle auf der Kraneninsel der Hagenbucher (Ölsaatspeicher der Mühle Carl Hagenbucher) errichtet, in dessen südliche Seitenwand der Gedenkstein nebst einem historischen Sandsteintorbogen von 1596 eingelassen ist. |      |
| Landesgartenschau-Denkmal                                                  | 1985        | Ein Gedenkstein aus rotem Sandstein erinnert am Eingang zum Wertwiesenpark an die erfolgreiche Landesgartenschau Baden-Württemberg 1985, die den Anlass zur Umgestaltung der Neckaraue zum Park gab. Die Gartenschau wurde von rund einer Million Menschen besucht. |      |
| Schillerbüste                                                              | 1891        | Nachdem sich bereits ab 1859 eine Gedenktafel für Friedrich Schiller an dessen zeitweiligen Wohnhaus in Heilbronn befand, wurde 1891 eine 85 cm hohe Bronzebüste des Dichters (nach der bekannten Marmorbüste von Johann Heinrich Dannecker) auf einem Sandsteinsockel an der Allee aufgestellt. 1922 wurde die Büste gestohlen, ist aber später wieder aufgetaucht. Nachdem die Büste den Zweiten Weltkrieg überdauert hatte, wurde sie 1960 in den Stadtgarten bei der Harmonie umgesetzt, wo sie 1993 von Unbekannten vom Sockel gestürzt wurde. Seitdem wird die Büste im Magazin des Städtischen Museums aufbewahrt und nur noch gelegentlich bei Veranstaltungen präsentiert. |      |
| Gedenkstein für F. A. von Alberti                                          | ?           | Im alten Friedhof erinnert ein Gedenkstein an Friedrich August von Alberti, den Wissenschaftler und Forscher von internationalem Ruf, Begründer der württembergischen Geologie, Schöpfer der Bezeichnung Trias, Entdecker neuer Salzvorkommen und Leiter der Salinen Wilhelmshall und Friedrichshall. |      |
| Louis-Link-Büste                                                           | ?           | Gewidmet dem Andenken an den Heilbronner Kommerzienrat Louis Link (1827–1889), dessen Erben 1894 das in der Arndtstraße befindliche, heutige städtische Alten- und Pflegeheim Katharinenstift gestiftet haben, vor dem die Büste aufgestellt ist. Gestaltet nach Entwurf von Prof. Anton Hess. Nach Link ist auch eine Straße in Heilbronn benannt. |      |
| Theodor-Heuss-Gedenktafel                                                  | 2006        | Eine Gedenktafel an der Lerchenstraße 43 erinnert seit Juli 2006 an das im Zweiten Weltkrieg zerstörte Haus, in dem Theodor Heuss seine Jugend verbracht hat. Die von dem Bildhauer Markus Wolf gestaltete bronzene Tafel wurde von dem Fabrikanten Otto Rettenmaier, Ehrensenator der Universität Hohenheim, gestiftet. |      |
| Gedenktafel für Michèle Kiesewetter bzw. zehn Opfer neonazistischer Gewalt | 2007/2012   | Bei der Theresienwiese am Neckar erinnert eine Gedenktafel an die Polizistin Michèle Kiesewetter (1984–2007), die nahe dieser Stelle am 25. April 2007 dem Polizistenmord von Heilbronn zum Opfer fiel, sowie an die weiteren Opfer derselben Tätergruppe. Die Tat in Heilbronn wurde wegen der am Tatort gefundenen DNA-Spuren lange Zeit dem „Heilbronner Phantom“ zugeschrieben. Eine erste Gedenktafel an dieser Stelle wurde am 17. Oktober 2007 von dem Heilbronner Oberbürgermeister Helmut Himmelsbach und dem Landespolizeipräsidenten Erwin Hetger angebracht. Bereits wenige Tage nach Anbringung der Tafel wurde die Gedenkstätte ein erstes Mal geschändet, wobei Unbekannte den Blumenschmuck verwüsteten. Zu einem weiteren Gewaltverbrechen kam es am 9. Januar 2008, als drei vorbestrafte und betrunkene Randalierer auf die Tafel eintraten und einen einschreitenden Rentner bewusstlos schlugen. In der Nacht zum 2. Februar 2008 wurde die alte Gedenktafel von Unbekannten samt Betonsockel ausgegraben und komplett entfernt. Wenige Tage später wurde die Tafel nur leicht beschädigt von Tauchern im nahen Neckarkanal vorgefunden, gereinigt und am 14. Februar 2008 wieder aufgestellt. Am fünften Jahrestag des Verbrechens, dem 25. April 2012, wurde die heutige Gedenktafel enthüllt, die an alle bis dato bekannten Opfer der Tätergruppe erinnert. |      |
| Stauferstele                                                               | 2014        | Vor dem Haus der Stadtgeschichte in der Eichgasse 1 wurde am 1. März 2014 eine 2,75 Meter hohe Stauferstele von Markus Wolf eingeweiht. Sie erinnert u. a. an den unter dem Stauferkönig Heinrich (VII.) im Jahr 1225 abgeschlossenen Nordheimer Vertrag, der ein wichtiger Impuls für die Entwicklung Heilbronns zu einer Reichsstadt war. |      |
| Gedenktafel 50 Jahre Städtepartnerschaft Béziers–Heilbronn                 | 2015        | In der Lauergasse wurde 2015 aus Anlass des 50-jährigen Bestehens der Städtepartnerschaft mit Béziers ein Baum gepflanzt und eine Gedenktafel aufgestellt. Die Tafel entspricht vom Typ her der 2007 aufgestellten ersten Version der Gedenktafel für die erschossene Polizistin auf der Theresienwiese. |      |